# (2165) Young
(2165) Young (1956 RJ) – planetoida z grupy pasa głównego asteroid okrążająca Słońce w ciągu 5,54 lat w średniej odległości 3,13 au. Odkryta 7 września 1956 roku.